# عين الغوير
عين الغوير هو موقع أثري يقع على بعد حوالي 15 كيلومترًا من مدينة كم جنوب خربة قمران على الشاطئ الغربي للبحر الميت. هنا، تمتد منطقة مستنقعية تغذيها ينابيع عديدة لحوالي 2كم، والتي في الجزء الشمالي لها الاسم العربي عين الغوير، وفي الجزء الجنوبي عين الترابة. الأسماء العبرية الحديثة هي عينوت قانية (لغوير) وعينوت سمر (لترابة). يُطلق على المضيق القصير الذي يفتح على وادي البحر الميت في عين الغوير اسم وادي الغوير باللغة العربية، وناح قانة بالعبرية الحديثة.
وفي مكان قريب إلى الشمال، بين عين الغوير وقمران، يقع أيضًا موقع مماثل، وهو عين فشخة.

## التحقيقات
قام إيان بليك في الفترة من 1964 إلى 1966 بالتحقيق في المواقع الأثرية على الشاطئ الغربي للبحر الميت، بما في ذلك أطلال عين الغوير، لصالح المدرسة البريطانية للآثار في القدس. ووصف بليك جدارًا طوله 350 مترًا موازيًا لخط الشاطئ، وبين الجدار والشاطئ مبنى بمساحة أرضية 7.5 × 10 أمتار، وفسر ذلك بأنه يتكون من ثلاث غرف وفناء. لقد تم تدميره بالفعل بالنار في العصور القديمة. في إحدى الغرف، وجد بليك فخارًا منزليًا، وفي حطام الحريق الموجود في المدخل، وجد مقبض الباب المعدني.
بين عامي 1967 و1976، قامت سلطة الآثار الإسرائيلية بحفريات شاملة في عين الغوير تحت إشراف فساح بار آدون.

## فترة العصر الحديدي
وقد عثر بار آدون على بقايا مستوطنة من العصر الحديدي الثاني (القرن الثامن/السابع قبل الميلاد)، والتي حددها بالمكان التوراتي نيبشان. وكان أبرز ما يميزه هو جدار طوله 600 متر، ويضم 18 غرفة متصلة على كلا الجانبين، ولكن معظمها على الجانب الشرقي. وقد تم العثور على مبنى واحد بمساحة أرضية 8×11 متراً مربعاً (خمس غرف وفناء داخلي) يستخدم لأغراض تجارية، وقد اشتبه الحفار في وجود موقع لإنتاج العطور هنا.
كانت عين الترابة في العصر الحديدي في الجزء الجنوبي من الواحة عبارة عن برج محصن تبلغ مساحة قاعدته 15×13 متراً، مع فناء إلى الشمال. وبحسب بار آدون، تم التخلي عن جميع المباني في الواحة في سياق غزو القدس من قبل البابليين الجدد في 587/586 قبل الميلاد.
نظرًا لأنه من المعروف وجود مرحلة بناء واحدة فقط، ولكن تم العثور أيضًا على فخار يعود إلى أواخر العصر الهلنستي وأوائل العصر الروماني في الطابق الأرضي، يزعم يزهار هيرشفيلد أن الهيكل بأكمله يجب أن يعود تاريخه إلى هذه الفترة اللاحقة.

## العصر الحشموني والهيرودي
وفي العصر الحشمونائي والهيرودي (خربة قمران، مرحلتي البناء الأولى والثانية)، عادت واحة عين الغوير للسكن مرة أخرى. بالإضافة إلى إعادة بناء آثار العصر الحديدي، تم بناء مستوطنة جديدة. يتألف هذا المجمع الجديد من منطقة مسورة تبلغ مساحتها 43 × 19.5 مترًا. وفي الداخل كان يوجد فناء مستطيل كبير (وصفه بار آدون بأنه قاعة) وشرفة ذات مخطط أرضي مستطيل ضيق، وكان سقفها مدعومًا بأعمدة خشبية على قواعد حجرية. تم الحفاظ على الجدران حتى ارتفاع يصل إلى 1.4 متر، بمتوسط ارتفاع حوالي 70 سم. وتضمنت الاكتشافات أواني تخزين على شكل أكياس، وأواني فخارية منزلية، ومصابيح (بما في ذلك اثنان من النوع الهيرودي). تم العثور على سبع عملات برونزية على الأرض: خمس عملات لهيرودس، وواحدة لهيرودس أرخيلاوس وواحدة لهيرودس أغريباس الأول (أي بين 37 قبل الميلاد و44 بعد الميلاد).
يصف هيرشفيلد مجمع المباني في عين الغوير خلال هذه الفترة بأنه عقار محصن يتميز بمزيج مميز من الأحياء السكنية والمرافق الزراعية. وفقًا لبار آدون، كان هذا مبنى جماعيًا للاجتماعات والأغراض الطقسية لأسينيي قمران، الذين عاشوا هم أنفسهم في الخيام والأكواخ والكهوف.
وعلى بعد نحو 800 متر شمال المستوطنة، قام بار-آدون بفحص تلة مليئة بقطع الفخار، حيث تم العثور على بقايا فخارية وهياكل عظمية. كانت مقبرة قديمة تحمل تشابهًا قويًا مع مجمع خربة قمران : حيث تم دفن الموتى في مقابر قمران في وضعية الاستلقاء على الظهر في اتجاه الشمال والجنوب في قبور عمودية. وفي مقابر المجموعة الشمالية تم العثور على هياكل عظمية لـ 12 رجلاً تتراوح أعمارهم بين 18 و60/70 عاماً و6 نساء تتراوح أعمارهن بين 18 و34 عاماً، وفي الجنوب تم العثور على قبر رجل وطفل. غالبًا ما تم العثور على غبار ملون (أحمر أو أرجواني) على العظام. بجانب مقبض الجرة من القبر رقم 18، تم العثور على الاسم بالأحرف العبرية. وهذا أوضح لبارآدون أن هذه كانت مقبرة يهودية قديمة.
تم تدمير المستوطنة من قبل الجيش الروماني أثناء الحرب اليهودية حوالي عام 68 م.

## روابط خارجية
- مدين ونبشان - biblicalarchaeology.org

31°37′21″N 35°24′37″E / 31.62255°N 35.41026°E